# Rehispolle
Rehispolle (biał. Рэгісполле; ros. Регисполье, Riegispolje) – wieś na Białorusi, w obwodzie mińskim, w rejonie berezyńskim, w sielsowiecie Bahuszewiczy. W 2009 roku była opuszczona.